# Israelisch-österreichische Beziehungen
Die Israelisch-österreichischen Beziehungen sind das zwischenstaatliche Verhältnis zwischen Israel und Österreich. Dadurch, dass Adolf Hitler und weitere Täter des Holocaust aus Österreich kamen, weisen die Beziehungen zwischen beiden Staaten eine besondere Note auf. Gleichzeitig lebte auch der Begründer des Zionismus Theodor Herzl in Österreich-Ungarn und zahlreiche Israelis stammen von österreichischen Juden ab. Nach der Gründung Israels erkannte die zweite österreichische Republik den jüdischen Staat Israel bereits kurz nach seiner Gründung im Jahr 1949 an, bevor 1956 offizielle diplomatische Beziehungen aufgenommen wurden. In den 1970er Jahren bemühte sich Bruno Kreisky um eine Rolle als Vermittler im Nahostkonflikt und forderte einen Palästinenserstaat, was für Streitigkeiten mit den Israelis sorgte. Später wurden die Beziehungen durch die Waldheim-Affäre der 1980er Jahre und die erste FPÖ-Regierungsbeteiligung 2000 belastet. Danach wurden beide Länder enge Verbündete und etablierten freundschaftliche Beziehungen. 2023 verkündete Außenminister Alexander Schallenberg „wir (Österreich) sind eine strategische, extrem enge Beziehung zu Israel eingegangen, die nicht mehr rückgängig gemacht werden kann“. Innerhalb der EU galt Österreich zu diesem Zeitpunkt als eines der proisraelischsten Länder.

## Geschichte

### Vorgeschichte

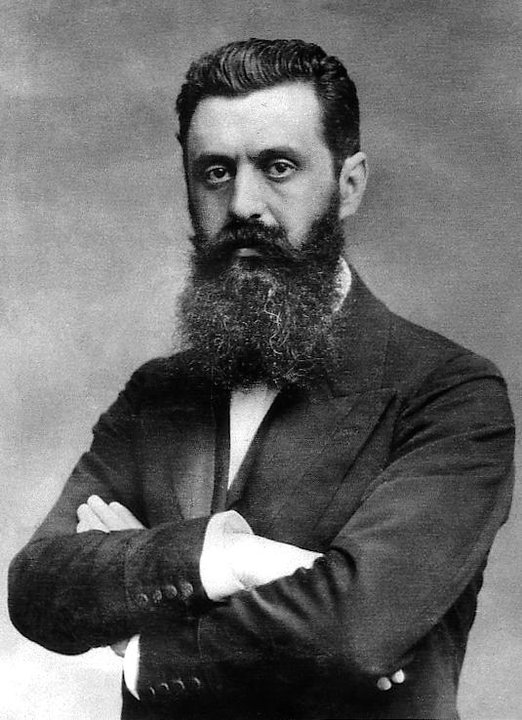
Theodor Herzl, österreichisch-ungarischer Publizist

Die Präsenz von Juden in Österreich lässt sich bis auf die römische Periode zurückverfolgen. Eine jüdische Präsenz in Wien lässt sich erstmals für das 12. Jahrhundert belegen. Nachdem sich eine wachsende jüdische Gemeinschaft gebildet hatte, wurden die Juden jedoch 1420/21 von Albrecht V. von Habsburg aus dem Herzogtum Österreich ausgewiesen, da dieser sie der Zusammenarbeit mit den Hussiten bezichtigte. Nach einer Rückkehr der Juden nach Österreich kam es immer wieder zu Verfolgungsaktionen und 1670 wurden die Juden neuerlich aus Wien vertrieben. Erst das Toleranzpatent von 1782 von Kaiser Joseph II. im Rahmen der josephinischen Reformen verbesserte die Situation der jüdischen Minderheit und die Judenemanzipation in der Habsburgermonarchie begann. Im 19. Jahrhundert gelang vielen Juden dank der verbesserten rechtlichen Lage der soziale Aufstieg und viele ihrer Angehörigen begannen eine führende Rolle in Wissenschaft, Kultur und Wirtschaft einzunehmen. Bei der letzten österreichisch-ungarischen Volkszählung von 1910 machten die knapp zwei Millionen Juden etwa vier Prozent der Bevölkerung aus. Hochburgen der jüdischen Bevölkerung waren große Städte wie Wien, Budapest und Prag sowie Galizien und die Bukowina. Antisemitismus in Österreich verstärkte sich durch die wichtige Rolle der Juden im nationalen Wirtschaftsleben und demagogische Politiker wie Karl Lueger polemisierten gegen die jüdische Minderheit, der damit auch Adolf Hitler inspirierte. In Reaktion auf den aufstrebenden politischen Antisemitismus veröffentlichte Theodor Herzl das Buch Der Judenstaat, welches erstmals 1896 in Wien und Leipzig erschien und entscheidend zum Entstehen des politischen Zionismus beitrug. Die Machtübernahme des extremen Antisemiten Hitler in Deutschland 1933 und der bald darauf folgende Anschluss Österreichs an den NS-Staat 1938 stellte eine Zäsur für die Juden Österreichs dar. Von den knapp 200.000 Juden in Deutschösterreich starben knapp 65.000 im Holocaust, während der Rest noch rechtzeitig fliehen oder sich im Untergrund verstecken konnte. Durch die deutsche Vernichtungspolitik starb auch ein großer Teil der Juden in den ehemals habsburgischen Gebieten Mittel- und Osteuropas. Die Überlebenden waren danach entscheidend am Aufbau eines jüdischen Staates in Palästina beteiligt.

### Nach der Gründung Israels
Nach der israelischen Unabhängigkeitserklärung am 14. Mai 1948 erkannte Österreich den neuen Staat im März 1949 an und noch im selben Jahr gewährte Österreich Israel einen Kredit in Höhe von 50 Millionen Schilling und überführte die sterblichen Überreste von Theodor Herzl nach Israel. Der Staat Israel übernahm weitgehend die Position der Alliierten Westmächte, die Österreich als erstes Opfer der Nazis ansah. So wurde Österreich von der Beschlagnahmung deutschen Eigentums im ehemaligen Völkerbundsmandat ausgenommen. Dies legte die Grundlage für die folgende Aufnahme konsularischer Beziehungen zwischen den beiden Ländern und der de jure-Anerkennung Israels durch Österreich im Frühjahr 1950, wobei die gegenseitige Bestätigung davon erst zwei Jahre später erfolgte. Davor kam es zu Verhandlungen über österreichische Reparationen an Israel für die Verbrechen des Zweiten Weltkriegs. Schließlich einigten beide Seiten sich im September 1952 und Israel verzichtete auf jegliche Forderungen im Gegenzug für einen weiteren Handelskredit in Höhe von 100 Millionen Schilling. In der Folgezeit wurden Verhandlungen zwischen dem österreichischen Staat und dem Jewish Committee for Claims on Austria aufgenommen, wobei es um Entschädigungen für verfolgte und enteignete österreichische Juden und die Verfolgung von NS-Tätern ging. Die Verhandlungen dauerten knapp drei Jahre und wurden im Juli 1955 abgeschlossen. Kurz zuvor hatte sich Österreich im Staatsvertrag zur außenpolitischen Neutralität verpflichtet und erhielt seine Souveränität zurück. Israel erkannte dies an und nahm 1956 mit Österreich offiziell diplomatische Beziehungen auf.
Die Beziehungen entwickelten sich in der Folgezeit positiv und während der Suezkrise nahm Österreich in der UN-Generalversammlung eine israelfreundliche Haltung ein. 1958 unterzeichnete es mit Israel einen Handelsvertrag. Wenig später führte die Verhaftung des in Österreich aufgewachsenen NS-Täters Adolf Eichmann in Buenos Aires zu den 1961 beginnenden Eichmann-Prozessen, die große Aufmerksamkeit im gesamten deutschsprachigen Raum und darüber hinaus erregten. Ende der 1960er Jahre fungierte das im Kalten Krieg neutrale Österreich als Drehkreuz für die Auswanderung von 270.000 Juden aus der Sowjetunion nach Israel. Im September 1973 nahmen zwei arabische Terroristen vier jüdische Auswanderer als Geiseln, wobei Österreichs Kanzler Bruno Kreisky eine Freilassung der Geiseln erreichen konnte, im Gegenzug für die Schließung des Transitlagers in Schönau an der Triesting. Diese Entscheidung führte zu Kritik vonseiten israelischer und US-amerikanischer Diplomaten und belastete die Beziehungen zu Israel, obwohl Österreich in der Folgezeit weiter als Transitland für jüdische Auswanderer aus dem Ostblock fungierte. 1975 sprach sich Kreisky außerdem im Rahmen einer Mission der sozialistischen Internationalen für die Gründung eines Staats Palästina aus, wobei er gleichzeitig das Existenzrecht Israels ausdrücklich anerkannte. Obwohl Kreisky seine eigene jüdische Herkunft betonte, galt er für die Israelis damit als verdächtig.
Nach der Wahl des Likud und Menachem Begin im Jahr 1977 verschlechterten sich die Beziehungen weiter und Begin und Kreisky lieferten sich eine öffentlich ausgetragene Auseinandersetzung, bei der Kreisky Israel als „Polizeistaat“ bezeichnete. Ein Vermittlungsversuch zwischen Ägypten und Israel von Willy Brandt und Kreisky 1978 wurde von den Israelis abgeblockt und nachdem Kreisky im Juli 1979 ein Treffen zwischen Brandt und Palästinenserführer Jassir Arafat organisiert hatte, wurde er von der Jewish Telegraphic Agency mit Hitler verglichen und von Begin in der Knesset verurteilt. Nachdem Österreich im März 1980 als erster westlicher Staat die Palästinensische Befreiungsorganisation (PLO) anerkannte, war der Tiefpunkt erreicht. Nach dem Rücktritt von Kreisky als österreichischer Bundeskanzler verbesserten sich die Beziehungen kurzzeitig, bis zur Wahl Kurt Waldheims zum Bundespräsidenten Österreichs. Waldheim wurden Kriegsverbrechen in der NS-Zeit vorgeworfen, was zur Waldheim-Affäre führte. Die diplomatischen Beziehungen wurden deshalb bis 1992 zurückgestuft. Nach dem Abgang Waldheimers und der Wahl Jitzchak Rabins zum Ministerpräsidenten Israels entspannt sich das Verhältnis schließlich wieder. 1993 besuchte Bundeskanzlers Franz Vranitzky Israel und hielt eine historische Rede an der Hebräischen Universität Jerusalem, in der er die österreichische Verantwortung für den Holocaust anerkannte.

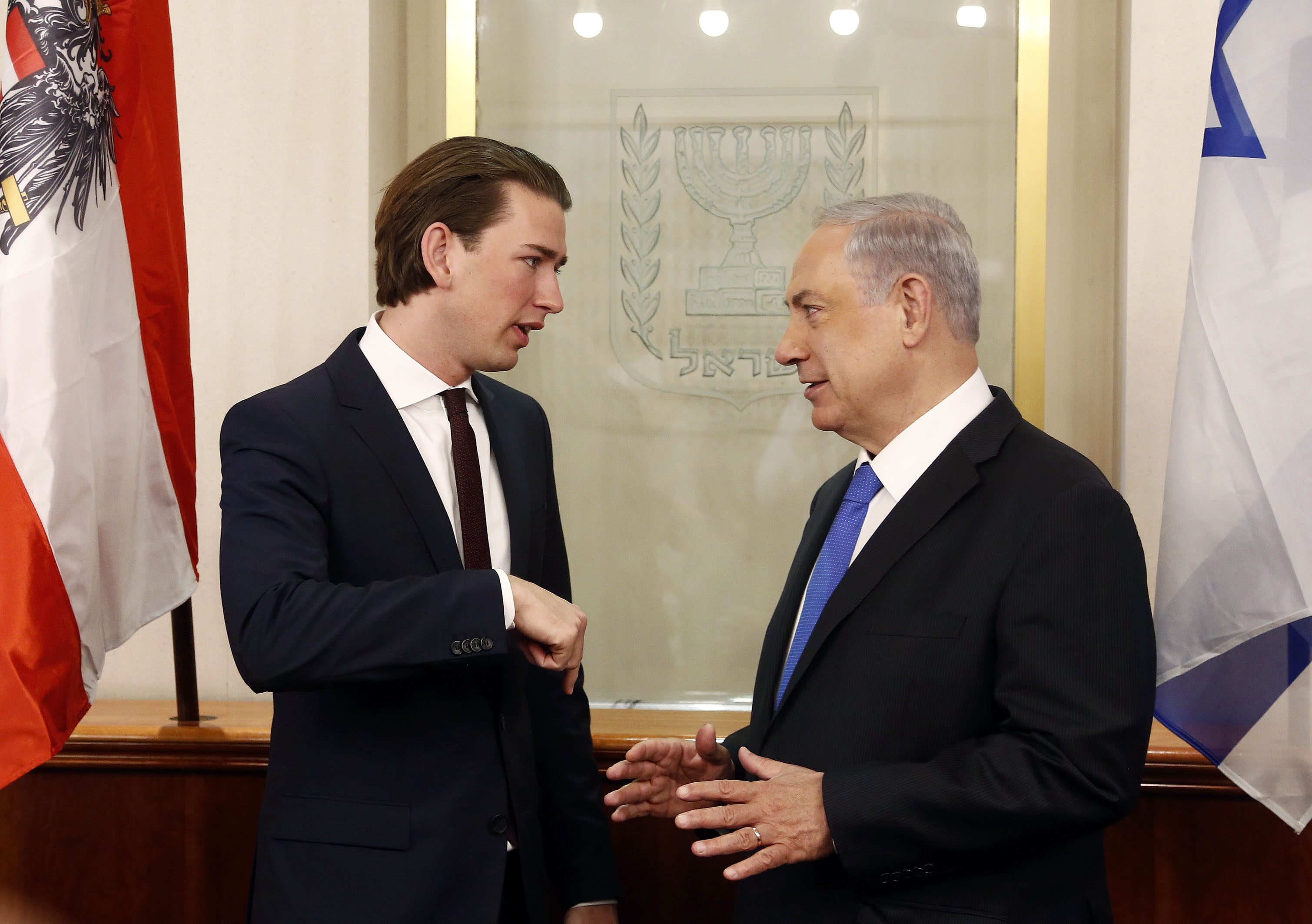
Sebastian Kurz mit Benjamin Netanjahu (2014)

Die Regierungsbeteiligung der von SS-Veteranen gegründete rechtspopulistischen FPÖ unter Jörg Haider, dem Antisemitismus und eine Nähe zum Rechtsextremismus vorgeworfen wurde, sorgte 2000 für einen europaweiten Skandal. Die neue Regierung wurde von zahlreichen Ländern boykottiert und Israel zog für drei Jahre seinen Gesandten aus Wien ab. Die FPÖ kehrte 2017 unter der Regierung von Sebastian Kurz in die Regierung zurück, gab sich jedoch als proisraelisch. Bundeskanzler Kurz besuchte Jerusalem 2018 und traf sich mit Benjamin Netanjahu. Er kündigte an, den Kampf gegen den Antisemitismus zum Fokus der EU-Ratspräsidentschaft Österreichs zu machen und wurde von Netanjahu bei dem Besuch als „wahrer Freund Israels und des jüdischen Volkes“ bezeichnete. Auch nach dem Ende der Kanzlerschaft von Kurz blieben die Beziehungen zu Israel eng und 2022 wurde eine strategische Partnerschaft geschlossen. Nach dem Terrorangriff der Hamas auf Israel 2023 stellte Israel jegliche Hilfe für Palästina ein. Bei einer Abstimmung über eine Resolution in der UN-Generalversammlung am 27. Oktober 2023, in der ein Waffenstillstand im Krieg Israels gegen die Hamals in Gaza gefordert wurde, stimmte Österreich als einer von nur 14 Staaten dagegen, während sich z. B. Deutschland der Stimme enthielt.

## Wirtschaftsbeziehungen
Die Wirtschaftsbeziehungen zwischen beiden Ländern wurden mit den intensivierten politischen Beziehungen deutlich ausgebaut. Zwischen 2018 und 2022 stiegen die Exporte Österreichs nach Israel um 50 Prozent. Im Jahr 2023 lagen die Gesamtexporte Österreichs bei 540 Millionen Euro und die Importe aus Israel bei 339 Millionen Euro. Im Handel mit Israel waren pharmazeutische Erzeugnisse der größte Aktivposten, es wurden jedoch auch Maschinen, Fahrzeuge und Spezialinstrumente gehandelt. Israelische Touristen waren in Österreich 2023 für eine Million Übernachtungen verantwortlich und nahmen damit einen für die Größe Israels beachtlichen Platz 14 in der Touristenstatistik ein.

## Diplomatische Vertretungen
- Israel hat eine Botschaft in Wien.
- Österreich hat eine Botschaft in Tel Aviv.